# Reiner Geulen
Reiner Geulen (geboren 1943 in Aachen) ist ein deutscher Rechtsanwalt und Buchautor.

## Leben
Geulen ist der Sohn einer Sängerin und eines Aachener Tuchfabrikanten. Er studierte ab 1964 Philosophie an der Universität Freiburg im Breisgau und ließ sich im ersten Studienjahr zum Chefredakteur der Freiburger Studentenzeitung wählen. Er veröffentlichte in den folgenden Semestern Recherchen zu der Nazivergangenheit Martin Heideggers, der in den Jahren 1933 und 1934 Rektor der Freiburger Universität war. Außerdem führte Geulen eine öffentliche Auseinandersetzung mit dem Generalvikar des katholischen Bistums Freiburg, der schon vor 1933 die Ernennung Hitlers zum Reichskanzler gefordert hatte. Schließlich veröffentlichte er Aufrufe gegen den Krieg der USA in Vietnam. Ein Strafantrag des Bistums wegen „Beleidigung des geistlichen Standes“ und ein Relegationsverfahren der Freiburger Universität gegen ihn mussten eingestellt werden.
Nach zwei Jahren wechselte Geulen zum Jurastudium an die Freie Universität Berlin. Aufgrund seiner Aktivitäten im Sozialistischen Deutschen Studentenbund (SDS) in den Jahren 1967 bis 1969 wurde ihm von der Berliner Justiz der Eintritt in das Rechtsreferendariat zunächst verwehrt, was faktisch einem Berufsverbot gleichkam. Nach Androhung einer Klage konnte er seine Ausbildung zum Rechtsanwalt fortsetzen. Geulen wurde an der Universität Hamburg bei Hans-Peter Bull und Ingo Richter mit einer öffentlich-rechtlichen Dissertation promoviert.
Nach seiner Anwaltszulassung trat Geulen im Jahre 1975 in die Anwaltskanzlei von Otto Schily ein, mit dem er im ersten Stammheimprozess Gudrun Ensslin verteidigte. In den folgenden 10 Jahren war Geulen als Strafverteidiger und Prozessbeobachter in politischen Prozessen tätig.
Seit Ende der 70er Jahre führte Geulen überwiegend Prozesse gegen umweltschädigende Großvorhaben vor deutschen, ausländischen und internationalen Gerichten wie dem United States Court for Berlin, dem Court of Appeals in Washington D.C., dem Conseil d’Etat in Paris, dem Court of Appeals in London und dem Europäischen Gerichtshof für Menschenrechte in Straßburg.
Geulen hat die Gegner mehrerer deutscher Kernkraftwerke erfolgreich vertreten, insbesondere gegenüber dem Kernkraftwerk Kalkar. Darüber hinaus hat er ein Jahrzehnt lang prozessiert gegen die Inbetriebnahme des Kernkraftwerks Mülheim-Kärlich am Mittelrhein. Das betriebsbereite Kernkraftwerk wurde schließlich nach sechs langjährigen Gerichtsverfahren endgültig stillgelegt und wird abgerissen. Entscheidend für den Erfolg der Prozesse war letztlich, dass Geulen sich Zugang verschaffte zu den Archiven des Klosters Maria Laach und des Erzbistums Trier über historisch berichtete Erdbeben in der Rheinebene, so dass er nachweisen konnte, dass die Erdbebensicherheit des Reaktors nicht gewährleistet ist.
Darüber hinaus hat Geulen prozessiert gegen die Planungen für nukleare Wiederaufarbeitungsanlagen, gegen die Brennelementfabriken und das deutsche Plutoniumlager in Hanau-Wolfgang. Über 15 Jahre ist Geulen als Prozessbevollmächtigter der Gegner des geplanten nuklearen Endlagers im Salzstock Gorleben-Rambow aufgetreten, das inzwischen stillgelegt wurde.
In Verfahren gegen industrielle Großanlagen der Carbonisierung (insbesondere Kohlekraftwerke) hat Geulen langjährige Prozesse geführt, z. B. gegen die Kohlekraftwerke Buschhaus, Berlin-Oberjägerweg und Voerde sowie gegen Anlagen der Kohleverstromung und den Tagebau Garzweiler.
Geulen hat ferner in mehreren Großverfahren Kläger gegen militärische Anlagen erfolgreich vertreten, insbesondere gegen Anlagen für Panzerübungen und Bombenabwürfe. Er war Prozessbevollmächtigter der Anwohner des Truppenübungsplatzes Wittstock, eines früheren sowjetischen Bombenabwurfplatzes in der Mecklenburgische Seenplatte, den die NATO für Tiefflüge von Jagdbombern nutzen wollte. Nach zehn Jahren und insgesamt 22 gerichtlichen Urteilen wurde das Projekt schließlich aufgegeben.
Darüber hinaus hat Geulen die Rechte von ca. 1200 Piloten, Fregattenkapitänen und Radar-Operatoren vertreten, die in den 70er- und 80er-Jahren durch ionisierende Strahlung militärischer Radargeräte an malignen Karzinomen erkrankt waren. Ein großer Teil der Radaropfer wurde in Deutschland entschädigt, ein weiterer Teil realisierte durch sogenannte class actions vor Federal Courts diverser Staaten der USA hohe Entschädigungen.
In den letzten Jahren hat Geulen anlässlich gerichtlicher Verfahren die Geldwäsche russischer Großinvestoren nach dem Krimkrieg in Deutschland dokumentiert, ferner als Prozessbevollmächtigter des Fernsehautors Jan Böhmermann die Aktivitäten krimineller türkischer Vereinigungen gegen Oppositionelle in Deutschland.
In den Jahren 2018 und 2019 hat Geulen die Entwicklung der nuklearen Waffentechnik und der Carbonisierung der Erdatmosphäre aufgrund seiner prozessualen Erfahrungen im Einzelnen untersucht. Sein im Dezember 2019 veröffentlichtes Buch „Jenseits der Hoffnung“ beschreibt die „nukleare und thermische Vernichtung des Lebens“ als unumkehrbar.
Zuletzt erschien das Buch „Leben im freien Fall – Die Zerstörung der Biosphäre und die Gegenwart des Menschen“. Geulen diskutiert am Beispiel des Ukrainekrieges die Zukunft der Cyber-Kriegsführung bis zu den Kriegen nach dem Ende der Menschheit.

## Veröffentlichungen
Geulen hat umfangreiche Veröffentlichungen vorgelegt zu Fragen des Risikos und der Folgen nuklearer Unfälle, zu den Auswirkungen der Carbonisierung der Atmosphäre sowie zu diversen Fragen des Verfassungsrechts und des Völkerrechts.
1. Leben im freien Fall – Die Zerstörung der Biosphäre und die Gegenwart des Menschen, Verlag Vorwerk 8, 1. Auflage Berlin 2023, ISBN 978-3-947238-42-2
2. Jenseits der Hoffnung. Die unumkehrbare Vernichtung des Lebens und der Abgesang der deutschen Philosophie, Verlag Vorwerk 8, 1. Auflage, Berlin 2020, ISBN 978-3-947238-14-9
3. Unionsrechtliche Grenzen der staatlichen Sportförderung, in: Neue Zeitschrift für Verwaltungsrecht (NVwZ) 2017, Seite 1663–1666
4. Die Geheimhaltung der Eichmann-Akten durch den Bundesnachrichtendienst, in: Recht und Politik – Vierteljahreshefte für Rechts- und Verwaltungspolitik 3/2011, Seite 171 – 176. Es handelt sich um die Zusammenfassung eines Vortrags im Rahmen der Ausstellung „Der Prozess – Adolf Eichmann vor Gericht“ vom 3. Mai 2011 in der Stiftung Topographie des Terrors in Berlin.
5. Bedarf die Verlängerung der Betriebszeiten der Atomkraftwerke der Zustimmung des Bundesrates? in: Neue Zeitschrift für Verwaltungsrecht (NVwZ) 2010, Seite 1118–1123
6. Rechtsprobleme der Endlagerung aus der Perspektive Drittbetroffener, in: 13. Deutsches Atomrechtssymposium, Baden-Baden 2008, Seite 377–389
7. Die gerichtlichen Auseinandersetzungen zum Bombenabwurfplatz Wittstocker Heide in Brandenburg, in: Landes- und Kommunalverwaltung (LKV) 2006, Seite 289 – 290 (gemeinsam mit Prof. Dr. Remo Klinger)
8. Deutsche Firmen vor US-Gerichten, in: Neue Juristische Wochenschrift (NJW) 2003, S. 3244 – 3246 (gemeinsam mit Prof. Dr. Anthony Sebok, New York)
9. Recht und Widerstand – Die Prozesse gegen den Bombenabwurfplatz Wittstock, in: Susanne Hoch/Herrmann Nehls (Hrsg.), Bombodrom – Nein Danke, Berlin, 2000
10. Grundlegende Neuregelung des Umweltstrafrechts, in: Zeitschrift für Rechtspolitik (ZRP) 1988, S. 323–326
11. Rechte Betroffener und gerichtlicher Rechtsschutz gegenüber hoheitlichen Maßnahmen der Alliierten, in: Neue Juristische Wochenschrift (NJW) 1985, S. 1055–1057.
12. Die Inanspruchnahme von Demonstranten für Kosten polizeilicher Einsätze, in: Sebastian Cobler, Reiner Geulen und Wolf-Dieter Narr, Das Demonstrationsrecht, Reinbek 1983
13. Die Entsorgung des Entsorgungsrechts, in: Kritische Justiz (KJ) 1982, S. 263–271
14. Der Einsatz des Bundesgrenzschutzes zur Sicherung atomarer Anlagen, in: Der Strafverteidiger (StV) 1981, S. 306–31

## Schriften (Auswahl)
- Bildungsnotstand. Studenten demonstrieren. Aktion 1. Juli. Freiburg : Freiburger Studenten-Zeitung, 1965
- Gerhard Stuby, Reiner Geulen: Disziplinierung der Wissenschaft : zur Rechtmäßigkeit studentischer Kampfmaßnahmen ; mit einem kritischen Nachwort. Frankfurt am Main : Europäische Verlags-Anstalt, 1970
- Sebastian Cobler, Reiner Geulen, Wolf-Dieter Narr (Hrsg.): Das Demonstrationsrecht. Reinbek b. Hamburg : Rowohlt, 1983
- Die Personalakte in Recht und Praxis : systematisch-kritische Darstellung des gesamten Rechts der Personalakten für Beamte, Angestellte, Arbeiter und andere Berufsgruppen. Luchterhand, Neuwied, 1984, ISBN 3-472-32313-2 Zugl.: Hamburg, Univ., Diss.
- Rechtsgutachten: Sind die Anlagen der Firma ALKEM (Hanau) genehmigungsfähig?. Berlin : Geulen, 1987
- Reiner Geulen: Jenseits der Hoffnung - Die unumkehrbare Vernichtung des Lebens und der Abgesang der deutschen Philosophie. Verlag Vorwerk-8, Berlin, 2020.
- Reiner Geulen: Leben im freien Fall - Die Zerstörung der Biosphäre und die Gegenwart des Menschen. Verlag Vorwerk-8, Berlin, 2023.